# Bergwerk Rammelsberg, Altstadt von Goslar und Oberharzer Wasserwirtschaft
Mit der Bezeichnung Bergwerk Rammelsberg, Altstadt von Goslar und Oberharzer Wasserwirtschaft werden Ensembles von historischen Bauwerken und technischen Denkmälern des Oberharzer Bergbaus zu einer seriellen UNESCO-Welterbestätte zusammengefasst.
Das Welterbe im Harz misst eine Gesamtfläche von 220 Quadratkilometern und weist zahlreiche museale Standorte und öffentlich zugängliche Bodendenkmäler auf.
Alle befinden sich im Westharz (Niedersachsen).

## Beschreibung

### Historischer Bergbau

#### Gruben und Stollen

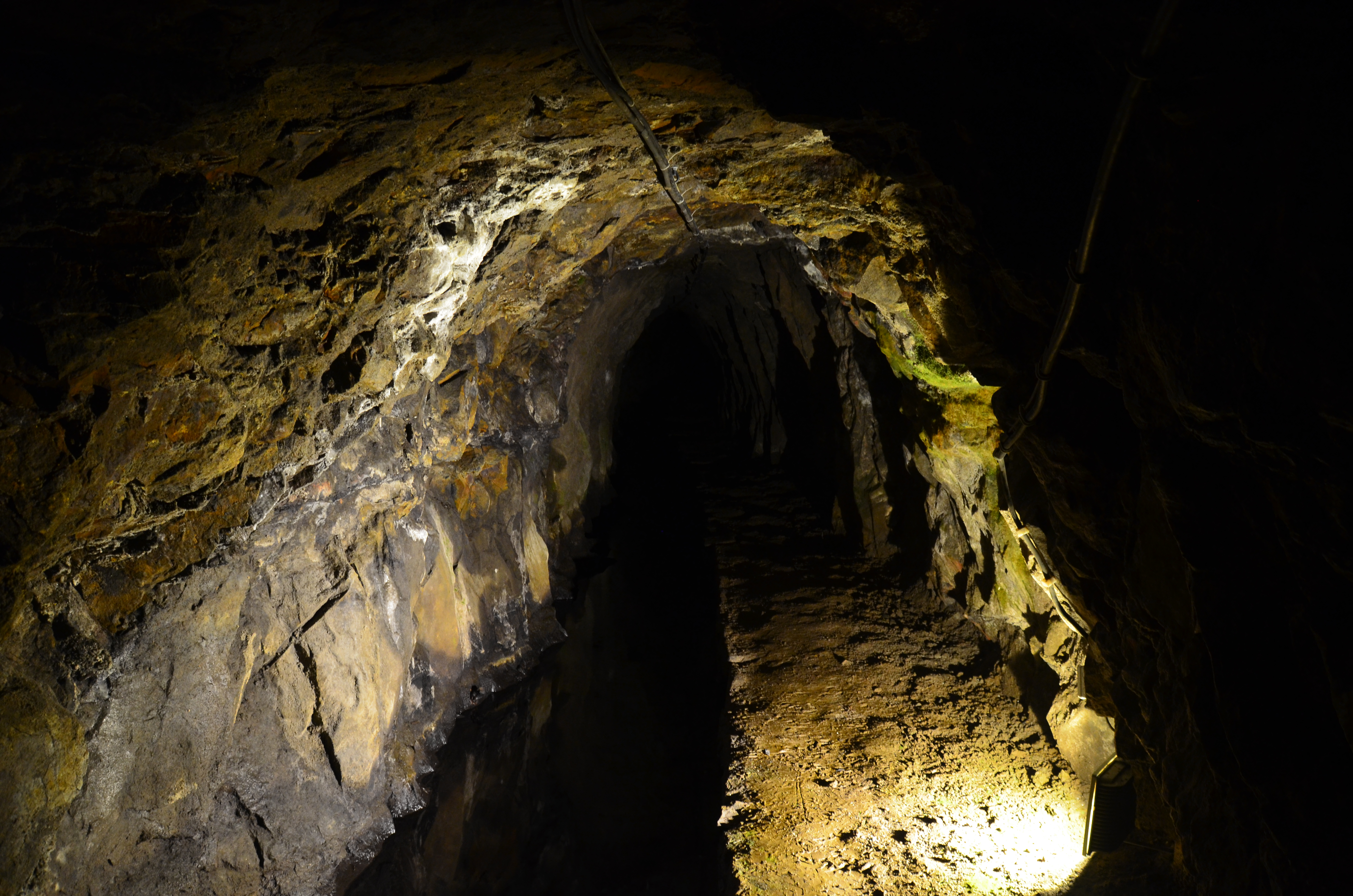
19-Lachter-Stollen, Wildemann

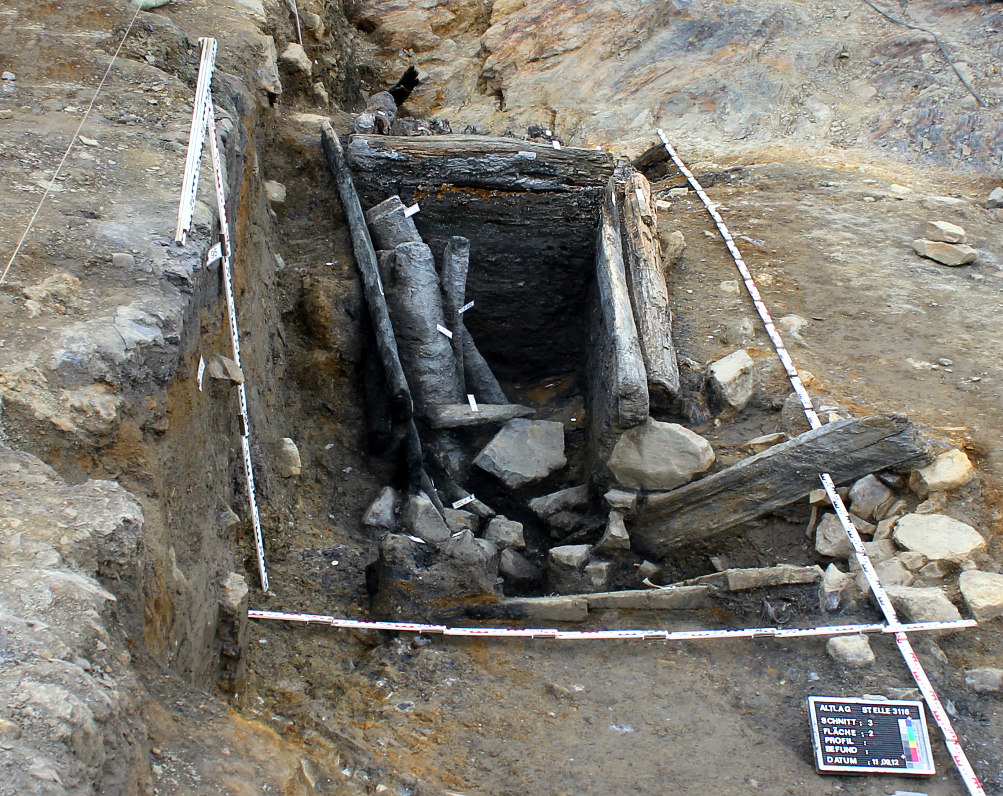
Holzkonstruktion des mittelalterlichen Bergwerks im Alten Lager am Rammelsberg

Die Blei-, Zink- und Kupfererzgruben des bei Goslar gelegenen Rammelsberges begründeten das Interesse der Herrscher an dieser Region, den Reichtum des Klosters Walkenried sowie den Aufstieg der Stadt Goslar. Vom frühen Bergbau sind sowohl unter  als auch über Tage technische Denkmäler vorhanden:
- Rathstiefster Stollen, um 1150 aufgefahrener, 1000 m langer Wasserlösungsstollen;
- Feuergezäher Gewölbe, um 1250, ältester ausgemauerter Grubenraum in Europa;
- Maltermeisterturm, um 1500, ältestes Tagesgebäude des deutschen Bergbaus, gebaut zur Überwachung der Gruben, seit 1578 Anläuteturm.[2][3]

Die Halden rings um den Rammelsberg sind mit ihrer kargen Vegetation bis heute gut erkennbar; sie „zählen zu den ältesten Denkmalen des deutschen Bergbaus.“
In Wildemann ist der von 1551 bis 1690 aufgefahrene 19-Lachter-Stollen, ein Wasserlösungsstollen, unter Schutz gestellt worden. Die Grube Samson in Sankt Andreasberg besitzt die ältesten obertägigen Anlagen des Harzer Bergbaus und die weltweit letzte funktionsfähige Fahrkunst (von 1837). Im Rosenhöfer Revier bei Clausthal sind zahlreiche Zeugnisse des historischen Bergbaus vorhanden, untertägig der Nasse Stollen, der bis zu der 24 Meter tiefen, ausgemauerten Radstube führt. Die Grube „Hilfe Gottes“ bei Bad Grund war als letztes Harzer Erzbergwerk noch bis 1992 in Betrieb. Ein Ensemble technischer Denkmäler aus der Zeit von 1855 bis in die 1920er Jahre gehört zum Welterbe.

#### Bergarbeiterhäuser

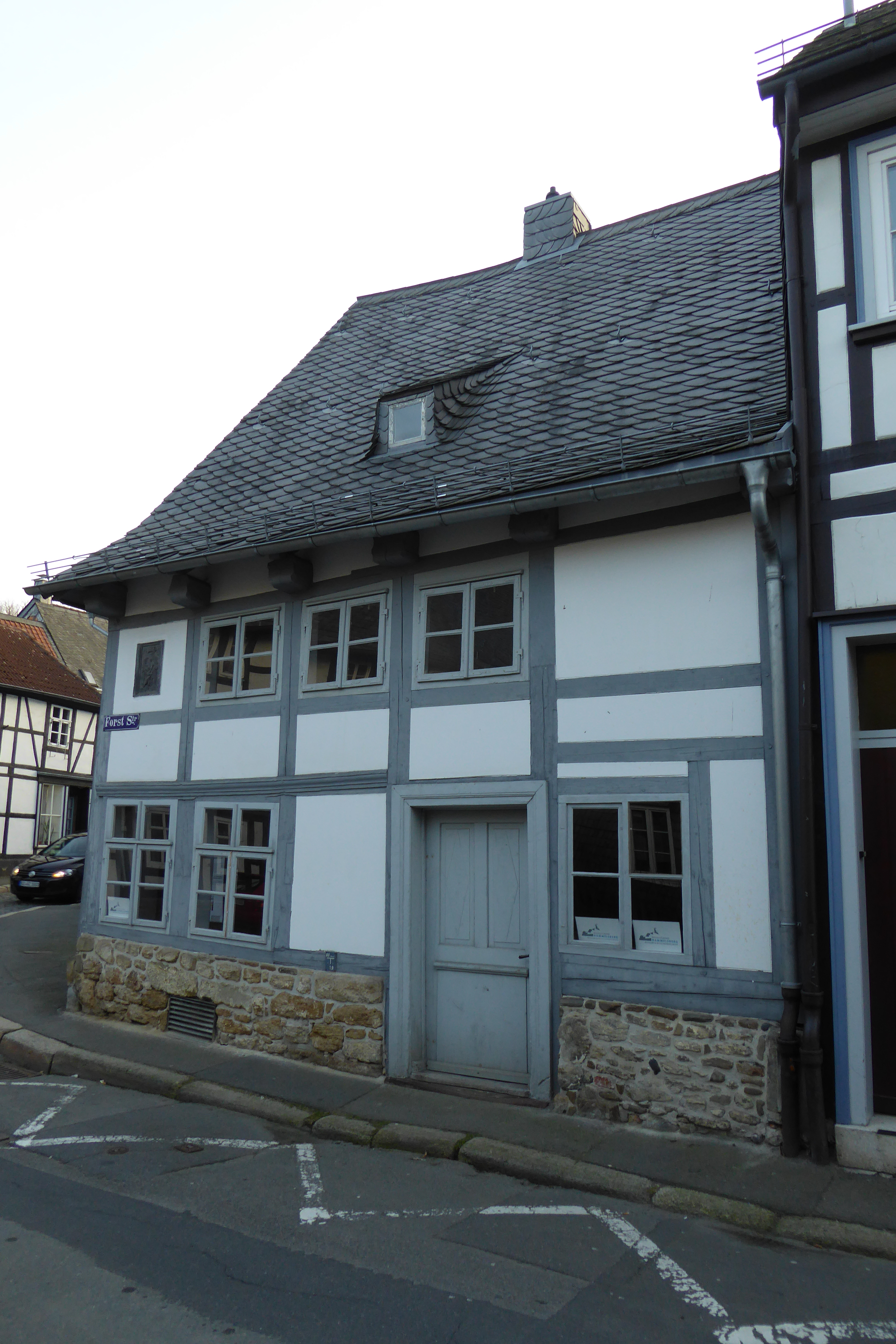
Goslar-Frankenberg, Bergmannshaus

Da die traditionellen Bergstädte des Harzes nicht zum Welterbe gehören, wird dieser Aspekt des Bergbaus vom Frankenberger Viertel in Goslar repräsentiert. Die Bergleute, die sich hier seit dem 15. Jahrhundert ansiedelten, „wohnten recht beengt in kleinen Fachwerkhäusern mit Stall und Gartenzelle.“ In der Forststraße blieb ein um 1600 erbautes Bergmannshaus erhalten.
Die Frankenberger Klauskapelle wurde 1537 vom Goslarer Rat den Bergleuten übergeben; hier fanden täglich Andachten vor Beginn der Schicht statt. Daran angebaut und teilweise erhalten ist das Hospital.

#### Oberharzer Wasserwirtschaft

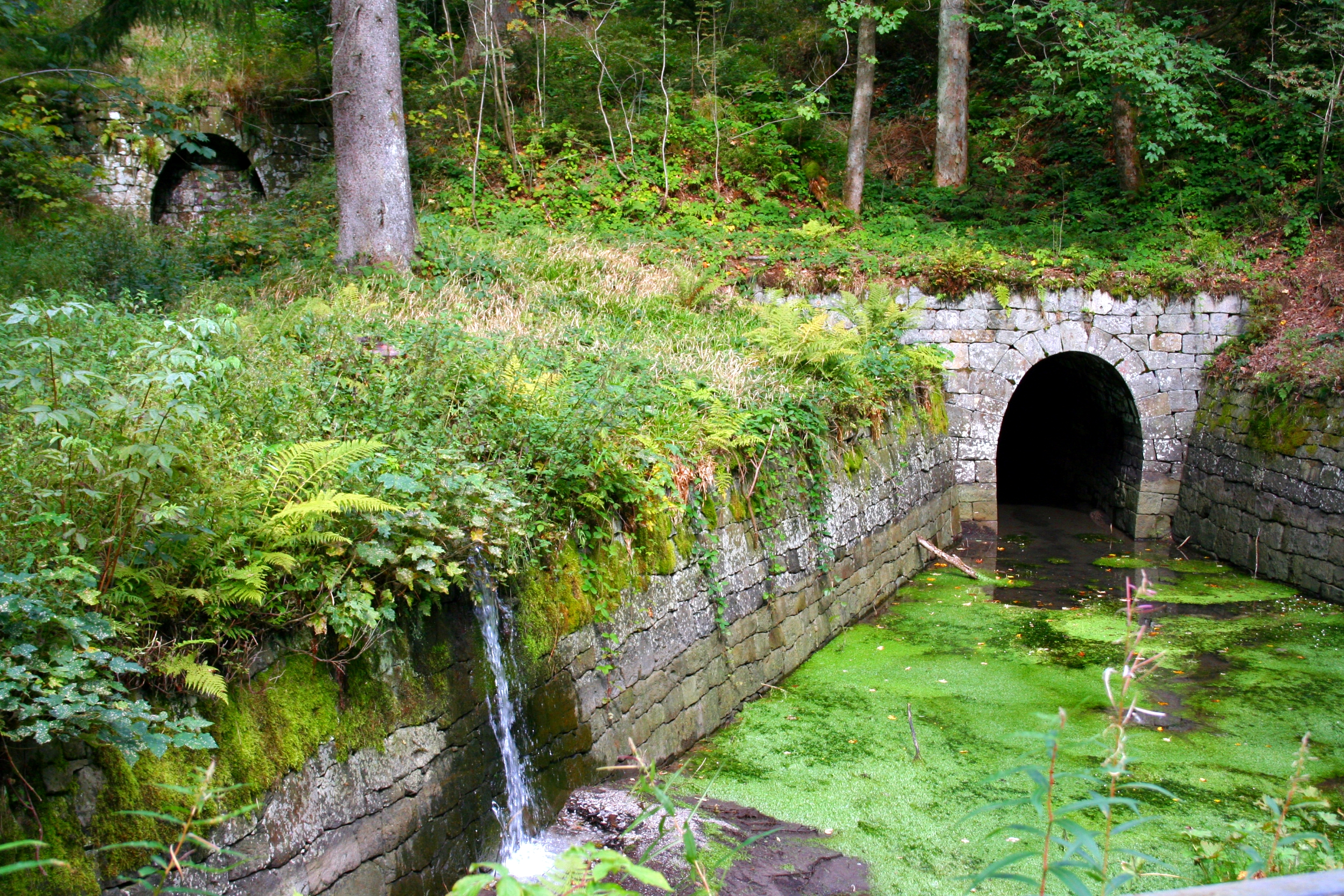
Huttaler Widerwaage

Nachdem der frühe Bergbau um 1350 durch die Pest in eine Krise geraten war, stockte die Förderung. Das Eindringen des Wassers in die Gruben konnte nicht mehr beherrscht werden.
Im 16. Jahrhundert wurde der Bergbau wieder aufgenommen, weil es Bedarf an Silber für die Münzprägung gab. Durch neue Techniken gelang es, in größere Tiefen vorzudringen und das Grubenwasser nicht nur abzuleiten, sondern in Energie zu verwandeln. Der Harzer Bergbau kam dadurch zu neuer Blüte.
Die Oberharzer Wasserwirtschaft umfasst ein verzweigtes Netz von Wasserlösungsstollen, Gräben und künstlich angelegten Teichen. Besondere technische Leistungen sind etwa der Sperberhaier Damm mit seinem Dammgrabensystem oder der Oderteich.

### Nutznießer des Bergbaus

#### Kaiserpfalz
Der Harz war bis ins 13. Jahrhundert wegen seiner Erzvorkommen eine Machtbasis für Kaiser und Könige. Die Kaiserpfalz Goslar, Schauplatz von 23 Reichstagen, gilt als der „größte, älteste und am besten erhaltene Profanbau des 11. Jahrhunderts.“

#### Kloster Walkenried
Seit der 2. Hälfte des 12. Jahrhunderts ist das Zisterzienserkloster Walkenried als Miteigentümer des Rammelsberges bezeugt. Der Orden war seit seiner Gründung neben der Landwirtschaft im Montanwesen aktiv, sodass die Walkenrieder vom Informationsaustausch mit anderen Klöstern profitieren konnten. Man nimmt an, dass die Zisterzienser den Einsatz von Blasebälgen bei der Verhüttung der Erze aus Oberitalien kannten und am Harzrand ein Wasserwirtschaftssystem zur Energiegewinnung organisierten. Reste davon sind im Pandelbachtal bei Seesen und am Brunnenbach bei Braunlage noch sichtbar. Die Umweltschäden durch die Schmelzhütten (Luft, Wasser) müssen erheblich gewesen sein.
Als der Bergbau um 1350 zum Erliegen kam, brach dem Kloster Walkenried die Rohstoffbasis für seine Hütten und damit die wichtigste Einnahmequelle weg.

#### Altstadt von Goslar
Die politische Bedeutung Goslars und der Wohlstand der Bürger sind dem Harzbergbau zu verdanken. Das spiegelt sich in der reichen Ausstattung der Kirchen wie des Rathauses (Huldigungssaal). Die Altstadt besitzt über 1.500 Fachwerkbauten, die ältesten davon stammen aus dem 15. Jahrhundert.
Die Wehrhaftigkeit der Reichsstadt Goslar zeigt sich in der immer wieder dem Stand der Kriegstechnik angepassten Stadtbefestigung, etwa dem Breiten Tor mit seinen Flankierungszwingern und der Torwächterkaserne Werderhof.

## Welterbestatus

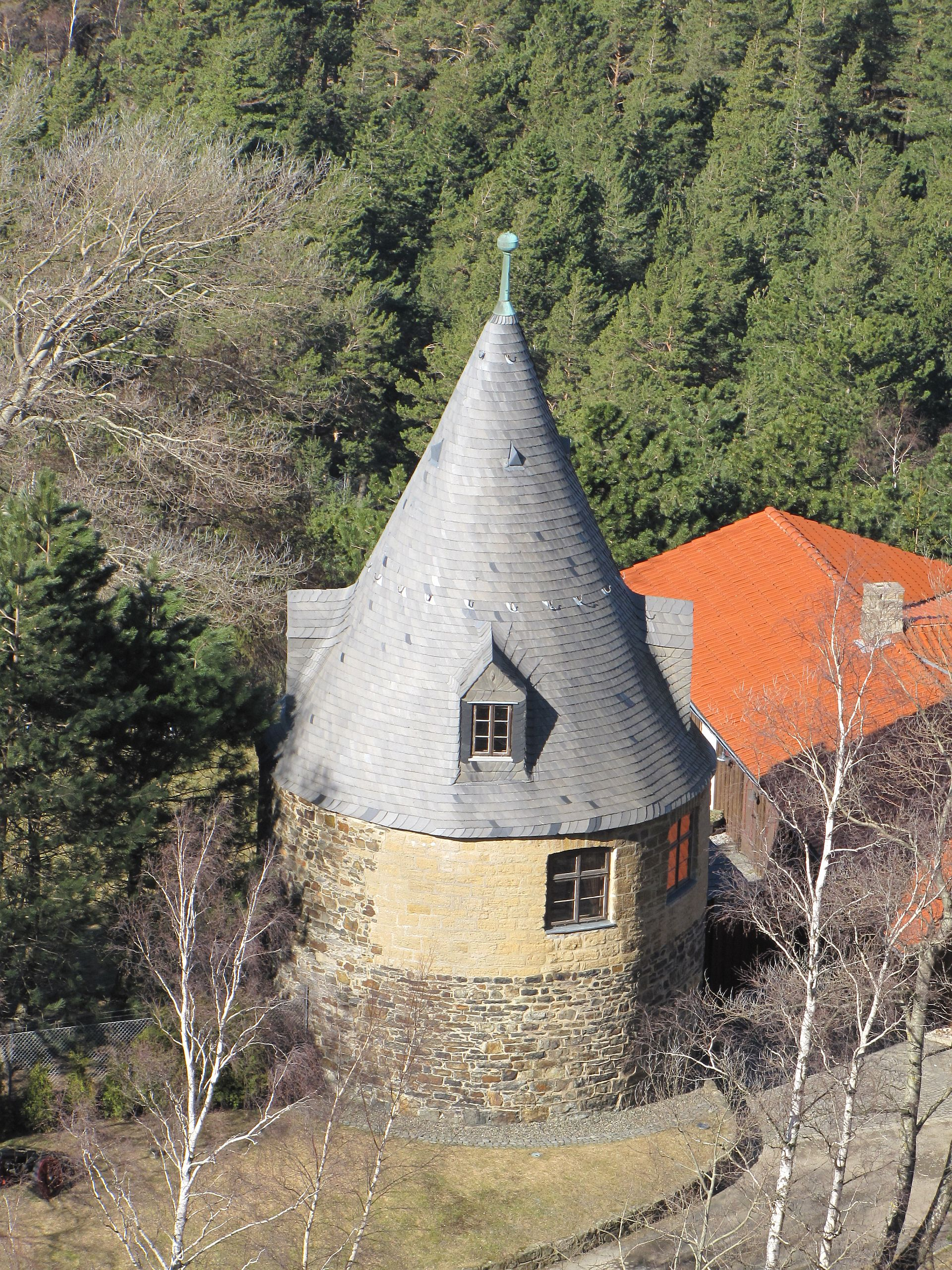
Maltermeisterturm, Rammelsberg

Das Bergwerk Rammelsberg, die Altstadt von Goslar und die Oberharzer Wasserwirtschaft sind europaweit als Montanregion von herausragender Bedeutung. Sie dokumentieren die Entwicklung des Bergbaus vom Mittelalter bis ins 20. Jahrhundert (Kriterium I). Hier wurden technische Kenntnisse erworben und ausgetauscht, die Georgius Agricola zu seinem Werk De re metallica inspirierten, einem Kompendium des Montanwesens in der Renaissance (Kriterium II). Die Größe und die kontinuierliche Entwicklung der durch den Bergbau geprägten Kulturlandschaft sind außerordentlich; das Kloster Walkenried und die Altstadt von Goslar dokumentieren Verwaltung und Wirtschaft im Mittelalter, bzw. in der Renaissance (Kriterium IV).
Die Integrität und Authentizität des Bergwerks Rammelsberg, des Klosters Walkenried und der Goslarer Altstadt werden von der UNESCO als evident betrachtet. Die Oberharzer Wasserwirtschaft wurde schon 1978 durch das Niedersächsische Denkmalschutzgesetz als technisches Denkmal unter Schutz gestellt und wird von den Harzwasserwerken instand gehalten, wodurch die Integrität der Anlage gewährleistet ist, zumal sie in die Harzer Mittelgebirgslandschaft eingebettet ist. Die moderne Nutzung zur Stromgewinnung wird als unproblematisch angesehen, da die ausgedehnte Anlage ja dem Zweck der Energiegewinnung diente und die mittlerweile eingesetzten Turbinen den optischen Eindruck kaum stören. Als schützenswert, da gefährdet, wird das traditionelle Teich-Striegel-System zum Wassermanagement angesehen, von dem es nur noch zwei Exemplare gibt; alle anderen sind modernisiert worden.
Das größte Problem bestand nach Einschätzung der UNESCO 2010 darin, dass es kein gemeinsames Management für dieses serielle Welterbe gab.

## Touristische Erschließung

### Welterbe-Informationszentrum
Im denkmalgeschützten Herrenhaus Walkenried der ehemaligen Klosterdomäne wurde am 22. Juli 2020 vom Niedersächsischen Wirtschaftsminister Bernd Althusmann das erste Welterbe-Informationszentrum der Stiftung UNESCO-Welterbe im Harz eröffnet.
Weitere Welterbe-Infozentren wurden im historischen Rathaus am Marktplatz in Goslar (April 2022) und am Oberharzer Bergwerksmuseum in Clausthal-Zellerfeld (September 2022) eingerichtet.
Herzstück eines jeden Welterbe-Infozentrums ist ein 3D-Landschaftsmodell mit Videoprojektion, die den Veränderungsprozess der 3000 Jahre alten Kulturlandschaft im Westharz verdeutlicht. Mensch – Natur – Technik werden hier in einen zeitlichen und inhaltlichen Zusammenhang gebracht. Die Ausstellungen können kostenfrei besucht werden.

### Touristisches Leitsystem
Am 9. Oktober 2021 hat die Stiftung UNESCO-Welterbe im Harz ein neues touristisches Leitsystem für das UNESCO-Welterbe im Harz eröffnet. Die Welterbe-Route im Harz verbindet Sehenswürdigkeiten des Welterbes über das öffentliche Verkehrswegenetz für Autofahrer sowie Fußgänger und vermittelt Informationen zum UNESCO-Welterbe im Harz und zu den jeweiligen Welterbe-Standorten.
Die Welterbe-Route im Harz führt auf einer Strecke von rund 73 km von Goslar nach Walkenried sowie auf einem 12 km langen Abstecher von Clausthal-Zellerfeld nach Bad Grund.
Ein Fußgängerleitsystem wurde zusätzlich für Wildemann, Bad Grund, Sankt Andreasberg und Walkenried realisiert.